# Kan Mikami
Kan Mikami (三上 寛, Mikami Kan?) (Aomori, Japón - 20 de marzo de 1950) es un compositor y músico japonés de folk, popular en dicha nación en la década de los setenta. Reescribió la letra de la canción Yume wa Yoru Hiraku por una versión grabada en 1972. Mikami también actuó en el cine y destaca por colaboraciones con Shuji Terayama y su teatro avant-garde Tenjo Sajiki.

## Biografía
Se graduó en la Aomori Prefectural Goshogawara High School, en donde formó una banda que tocaba reversiones de grupos como Los Tigres y Jackie Yoshikawa y sus Cometas Azules, hasta que comenzaron a componer canciones por su cuenta. Luego de ser acusado de robo injustamente, se mudó a Tokio en 1968, en donde inició formalmente su carrera como compositor. Cuando se incrementó el gusto japonés por la música proveniente de los Estados Unidos a Japón en la década de los setenta, Mikami recuperó sonidos de estilo folk y blues en su obra, por lo que se popularizó en su país en ese tiempo. También participó en la banda Vajra con Keiji Haino a la guitarra y el baterista Toshiaki Ishizuka.

## Discografía
- Mikami Kan no Sekai (三上寛の世界) (1971)
- '71 Nakatsukawa Zen Nippon Foku Janborī Jikkyō('71中津川全日本フォークジャンボリー実況) (1971)
- Mikami Kan no Hitori Goto (三上寛のひとりごと) (1972)
- Hiraku Yume Nado Aru Ja Nashi (ひらく夢などあるじゃなし / 三上寛怨歌集) (1972)
- Mikami Kan 1972 Konsāto Raivu "Rekōdo" (三上寛1972コンサートライヴ“零孤徒”) (1972)
- Sentōkouta / Mikami Kan Enka no Sekai (船頭小唄 / 三上寛えん歌の世界) (1973)
- Bang! (1974)
- Aoi Honō (青い炎) (1975)
- Kan (寛) (1975)
- Yūyake no Kioku kara / Mikami Kan Aomori Raivu (夕焼けの記憶から / 三上寛・青森ライヴ) (1977)
- Makeru Toki mo Aru Darō (負けるときもあるだろう) (1978)
- Mikami Kan Raivu Nakatsukawa Zen Nippon Fōku Janborī '71 (三上寛ライヴ・中津川全日本フォークジャンボリー'71) (1979)
- Baby (1981)
- Kono Rekōdo wo Nusume!! Hatsu Mikami Kan Besuto Arubamu (このレコードを盗め!! 初三上寛ベストアルバム) (1982)
- Heisei Gannen Raivu (Kami Shimo) (平成元年ライヴ（上・下）) (1990)
- Ore ga Iru. (俺が居る。) (1991)
- Joyū (女優) (1992)
- U.S.E. (1993)
- Shichi Gatsu no Eiketsu(七月の英傑)(1994)
- Gofuchi (御縁) (1994)
- Jazz Sono Ta (Jazz・その他) (1995)
- Sunayama 963 (砂山９６３) (1996)
- Tōge no Shōnin (峠の商人) (1997)
- Arashi Ame Arashi (アラシ・雨・アラシ) (1997)
- Nanbu Shiki (南部式) (1999)
- 13/4,900,089,658 (四拾九億八万九千六百五拾八分の拾参)(2000)
- Resubosu(レスボス)(2002)
- 1979 (2003)
- 1973 ~ 1992 Hoi (一九七三～一九九二　補遺)(2005)
- Kanryū Hatsu no Kankoku Raivu 2006 (寛流・初の韓国ライブ２００６) (2006)
- Hoeru Renshū // Hakusen (吠える練習//白線) (2007)
- Jū (十) (2008)